# Сольнічкі
Сольнічкі (пол. Solniczki) — село в Польщі, у гміні Юхновець-Косьцельний Білостоцького повіту Підляського воєводства.
Населення — 358 осіб (2011).
У 1975-1998 роках село належало до Білостоцького воєводства.

## Демографія
Демографічна структура станом на 31 березня 2011 року:
|          | Загалом | Допрацездатний вік | Працездатний вік | Постпрацездатний вік |
| -------- | ------- | ------------------ | ---------------- | -------------------- |
| Чоловіки | 184     | 46                 | 122              | 16                   |
| Жінки    | 174     | 49                 | 105              | 20                   |
| Разом    | 358     | 95                 | 227              | 36                   |